# Lycosa formosana
Lycosa formosana là một loài nhện trong họ Lycosidae.
Loài này thuộc chi Lycosa. Lycosa formosana được Kendo Saito miêu tả năm 1936.